# 温莎的风流娘儿们 (尼古拉)

伯哈德·克雷指挥的唱片封面

《温莎的风流娘儿们》（德語：Die lustigen Weiber von Windsor）是一部三幕的幻想喜歌剧，奥托·尼古拉作曲，脚本由Salomon Hermann Mosenthal根据莎士比亚同名戏剧改编。1849年3月9日於柏林皇家歌剧院首演，由作曲家本人指挥。

## 创作
奥托·尼古拉在1845年-1849年为该剧谱曲。之前他凭自己的意大利歌剧取得了不少成功，但这部歌剧是他德语歌剧里面最成功之作。他对歌剧脚本作了轻微的改动。

## 人物
- 约翰·法斯塔夫爵士（男低音）
- 弗特先生（Herr Fluth），温莎市民（男中音）
- 莱希先生（Herr Reich），温莎市民（男低音）
- 芬顿（Fenton）（抒情男高音）
- 斯巴利奇地主（Junker Spärlich）（男高音）
- 卡祖斯医生（Dr. Cajus）（男低音）
- 弗特女士（女高音/花腔女高音）
- 莱希女士（女中音）
- 少女安娜·莱希（女高音）
- 酒店老板（对话角色）
- 酒店店员（对话角色）
- 市民甲（男高音）
- 市民乙、丙和丁（对话角色）
- 弗特先生的两位仆人（默角）

合唱和芭蕾。温莎的市民、妇女与儿童；带着精灵、仙女和其他鬼魂、蚊子、野蜂面具的人和服务员。

## 情节

### 第一幕
已婚妇女弗特和莱希女士发现她们两人同时收到破落贵族法斯塔夫的情书。她们决定要好好教训他一下，让他以后不敢再来骚扰。她两人于是商量计策去了。此时弗特和莱希先生上场。莱希先生的女儿安娜已到了适婚年龄，三位先生欲得其芳心：卡祖斯医生，一位浮夸的法国人，却很得莱希女士的喜欢，莱希先生则看上了腼腆的容克斯巴利奇，而安娜则对清贫的芬顿情有独钟。
换场
弗特女士故意装作邀请法斯塔夫来跟自己幽会，法斯塔夫一上场就动手动脚。就在这时莱希女士在约好的时间上门，告诉弗特女士，她那多疑的丈夫弗特先生正要回来捉奸。那位老骑士就被硬着逼到洗衣篮子里躲避。但他很快就被连人带衣服扔到水沟里去了。弗特先生找遍全屋，都没有找到证据，只好承认自己妻子的清白。

### 第二幕
在酒店里，法斯塔夫从刚才那沐浴中回来，还唱起粗野的饮酒歌。一个信使带给他又一封信，信中弗特夫人又提议来一次幽会。弗特先生换了一套衣服并声称自己叫巴赫,和法斯塔夫谈到后者的艳遇。法斯塔夫毫不知情，只顾吹牛，说自己和弗特夫人这样那样，激得弗特先生大怒。
换场
斯巴利奇和卡祖斯在安娜的窗地下蹑手蹑脚的走来走去。当两人积攒够勇气去靠近一步的时候，又被芬顿的小夜曲给吓着了，两人慌忙躲入灌木丛中，并看着那两口缠绵的爱情场景。
换场
又是法斯塔夫和弗特女士，又是莱希女士回来拉警报说弗特先生回来。这次胖骑士只能穿上女士服扮洗衣女。弗特先生又一次无功而返，但他临走的时候把那胖洗衣女扔到屋外面去了。

### 第三幕
弗特先生和莱希先生最后还是成了两位女士的同谋，他们四人计算要给法斯塔夫来一次最终打击。在温莎的森林里又一次化妆舞会，他们要老骑士出尽洋相。莱希夫妇还各有自己的算盘，他俩都准备在舞会中把自己的女儿交给自己的心水贤婿。但女儿安娜却和芬顿约好，夜里在森林里面相会。
换场
音乐描述了一轮明月上空，舞会开始。法斯塔夫装成海涅骑士，先是被两位妇女吸引住了，但很快就被一群鬼魂，精灵和昆虫打扮的人吓着了。摘下面具后，人人都嘲笑法斯塔夫。这时安娜和芬顿出来了，在森林乐队的伴奏下两人户表心意。在欢乐的音乐声中大家互相谅解，大团圆结局。

## 音乐
这部歌剧是歌唱剧，编码音乐和对话交替。一如标示所示，这是一部幻想喜歌剧，尼古拉将卡尔·马利亚·冯·韦伯的浪漫歌剧和当时很受欢迎的阿尔伯特·罗晴的喜歌剧结合在一起。安娜与芬顿的爱情场景，鬼魂与精灵音乐还有月出一景属于偏于浪漫剧一边。而法斯塔夫，两位丈夫和两位求婚者则属于丑角。
歌剧的序曲生动活泼，轻松优美，深受喜爱，经常被独立出来在音乐会上单独演奏。很多指挥大师并没有录下全剧，但却会录制这一部序曲，如富特文格勒和卡拉扬。

## 上演情况
当初就连找个让几位“娘儿”安心表演的场地都成问题，但歌剧一上演旋即获得巨大成功，至今仍是受观众喜爱的曲目。虽然剧本和布景现在显得过时，但是憑藉优美的音乐，这部歌剧就能一直上演下去。
威尔第就同样的题材创作了歌剧《法斯塔夫》。

## 连接
- http://www.impresario.ch/libretto/libniclus.htm （页面存档备份，存于） - 脚本

## 录音与录影
- Berlin Classics, 指挥：伯哈德·克雷；演唱：库特·摩尔、本德·维克尔、彼得·施莱亚、爱迪特·马蒂斯、海伦·多纳斯、德国柏林国立歌剧院合唱团、柏林国立乐团，1976年。

- DVD DEFA-Film。音乐电影。德国于1950年拍摄。情节以戏中戏的形式展开，丽塔·斯特拉希演唱，桑雅·兹曼饰演弗特夫人，马塔·莫德尔演唱，卡米拉·斯皮拉饰演莱希夫人。柏林国立乐团演奏。